# Gamlestadsvägen
Gamlestadsvägen är en stor trafikled i Göteborg som löper parallellt med E45. Leden skär igenom stadsdelarna Bagaregården, Gamlestaden och Olskroken.
Gamlestadsvägen fick sitt namn 1883 efter stadsdelen Gamlestaden. Den avlöser Stockholmsgatan ungefär vid E20 och går på Gamlestadsbron över Säveån förbi Nylöse kyrka vidare mot Lärjemotet.